# Hannibal di Chalumeau
L'Hannibal di Chalumeau è un'opera immaginaria che compare nel musical The Phantom of the Opera di Andrew Lloyd Webber.

## Produzione
Il musical Il Fantasma dell'Opera contiene brani di tre opere immaginarie: oltre all'Hannibal, sono presenti Il Muto e il Don Juan Triumphant scritta dallo stesso Fantasma. Chalumeau e Albrizio, compositori delle prime due, sono figure fittizie: i brani portati in scena sono stati scritti e composti dallo stesso Lloyd Webber.
Per Hannibal il compositore inglese si è ispirato alla musica Verdiana, in particolare alla sua Aida: il monumentale coro dei cartaginesi richiama esplicitamente la celebre Marcia di tale opera. Dalle informazioni ricavabili dai dialoghi, l'Hannibal è costituita da almeno cinque atti, dei quali vengono rappresentati solo alcuni brani tratti dal primo e dal quinto. Si tratta dei primi brani del primo atto, i quali seguono il prologo e l'ouverture del musical.
Nel CD del 1986 (The Phantom of the Opera: Original Broadway Cast) la traccia del Primo Atto dell'Hannibal è presente solo in parte ed è compresa nella traccia dell'"Overture". Solo nel CD del 1996 (The Phantom of the Opera: Original Canadian Cast, con Colm Wilkinson) la traccia è presente ed è intitolata "Dress Rehearsal of Hannibal".

## Nel musical
Quest'opera è in fase di allestimento presso l'Opéra Garnier; la primadonna del teatro, Carlotta Giudicelli, entra in scena cantando il brano This Thropy, al quale segue il coro dei Cartaginesi e il balletto delle schiave. Le prove sono costellate da numerose disavventure: Ubaldo Piangi, interprete di Annibale, sbaglia la pronuncia delle parole e non riesce a salire sulla macchina scenica a forma di elefante a causa della sua scarsa agilità; intanto le ballerine sbagliano i passi di danza. Improvvisamente arriva Monsieur Lefevre, fino ad allora impresario del teatro, il quale annuncia il suo ritiro e la cessione della gestione ad André e a Firmin. Per salutare i due, Lefevre chiede a Carlotta di intonare l'arioso dell'atto quinto, Think of Me. A quel punto le prove vengono interrotte dal Fantasma dell'Opera, che fa precipitare su Carlotta un elemento della scenografia. Il soprano, indignata per i continui misfatti del Fantasma, se ne va lasciando i nuovi impresari con un grosso problema: lo spettacolo che andrà in scena quella sera è sold out, e non c'è una sostituta.
A quel punto Madame Giry propone che sia Christine Daaé a prendere il posto di Carlotta, svelando che la ragazza ha preso lezioni da un ottimo, misterioso maestro (il Fantasma stesso). La ragazza intona Think of Me con una voce sensazionale: André e Firmin decidono dunque di cederle la parte di Elissa, e l'opera va in scena regolarmente, riscuotendo peraltro un grande successo. Durante lo spettacolo il visconte Raoul de Chagny riconosce Christine.

## Trama dell'opera
Non si conosce gran parte della trama dell'Hannibal: mancano totalmente gli avvenimenti del secondo, del terzo e del quarto atto, e la maggior parte del primo e del quinto. Si evince che l'opera è ambientata durante le Guerre puniche nel 202 a.C. e ha come protagonisti Annibale Barca e sua moglie Elissa; il dramma ha inizio subito dopo la decapitazione di Asdrubale, fratello di Annibale; probabilmente segue tutte le imprese del grande condottiero e, in parallelo, le vicende di sua moglie rimasta a Cartagine.

### Atto Primo
Elissa, moglie di Annibale Barca, irrompe in scena stringendo tra le mani la testa mozzata di suo cognato Asdrubale: annuncia che per vendicare la sua morte Cartagine entrerà presto in guerra (cavatina: This Thropy). Al suo grido di battaglia accorrono i cittadini di Cartagine e l'esercito di Annibale, e tutti intonano un inno col quale preannunciano la disfatta di Roma. Lo stesso Annibale entra in scena esprimendo il suo rammarico di trovare la sua amata terra di nuovo minacciata da Roma; Elissa lo incoraggia e i due coniugi si scambiano i loro affettuosi saluti.
Dopo un breve balletto dei suoi schiavi, Annibale sale sul suo elefante e parte verso Zama per combattere contro l'esercito di Scipione l'Africano.

### Atto Quinto
Elissa piange il marito lontano rammentando il loro rapporto che, nonostante le divergenze, era dolce e romantico (Arioso: Think of me).

## Personaggi e interpreti
- Elissa, Regina di Cartagine (Soprano) = Carlotta Giudicelli (prove), Christine Daaé (debutto)
- Annibale (Tenore) = Ubaldo Piangi
- Corpo di Ballo = Christine Daaé, Meg Giry…
- Coro Maschile = Tenori
- Coro Femminile = Mezzosoprani
- Direttore d'Orchestra = Maestro Reyer
- Insegnante di Ballo = Madame Giry